# Université de Sassari
L'université de Sassari est la plus ancienne université de Sardaigne.

## Historique
Au XVIe siècle, les étudiants sardes qui voulaient poursuivre des études doctorales étaient obligés de s'inscrire dans des universités espagnoles ou italiennes, comme Pise, Bologne,  Sienne,  Pavie,  Lérida ou encore Salamanque.
Les villes sardes, et en particulier Cagliari et Sassari défendirent au sein des Parlements de 1543 et 1553 leur position pour la création d'universités dans le royaume de Sardaigne. La naissance de l'université de Sassari est liée à la personnalité d'Alessio Fontana, un fonctionnaire de la chancellerie impériale de Charles Quint et qui fut par la suite employé dans la vice-royauté de Cagliari  - où il débuta une correspondance avec Ignace de Loyola auquel il demanda que, dans sa ville natale, soit créé un collège de jésuites. Dans son testament de 1558, il attribua ses biens à la ville pour la création d'un collège étudiant. En 1559, les jésuites se rendirent à Sassari où ils purent vérifier les conditions de l'ouverture d'une école supérieure et commencer les cours en 1562.

## Facultés
- Faculté de Sciences agraires (Agraria)
- Faculté de Sciences vétérinaires (Veterinaria)
- Faculté de Lettres et Philosophie
- Faculté de Droit (Giurisprudenza)
- Faculté de Médecine et Chirurgie
- Faculté d'Économie
- Faculté de Pharmacie
- Faculté de Sciences politiques
- Faculté de Langues et Littératures étrangères
- Faculté de Sciences mathématiques, physiques et naturelles
- Faculté d'Architecture

## Anciens étudiants
- Lidia Mannuzzu, médecine